# مايك ناكاأوكا
مايك ناكاأوكا (中岡 麻衣子) (15 فبراير 1985 في أماغاساكي في اليابان – )؛ هي لاعبة كرة قدم كانت تلعب كلاعب وسط. ولعبت مع منتخب اليابان لكرة القدم للسيدات.

## وصلات خارجية
- مايك ناكاأوكا على موقع الاتحاد الدولي (مؤرشف)  (الإنجليزية)
- مايك ناكاأوكا على موقع قاعدة بيانات كرة القدم.إي يو (الإنجليزية)